# Józef Berger (1901–1962)
Józef Berger (ur. 14 marca 1901 w Orłowej, zm. 11 czerwca 1962 w Bratysławie) – polski duchowny ewangelicki, działacz polityczny II RP, teolog.

## Życiorys
Ukończył polskie gimnazjum w Orłowej i studia na Wydziale Teologii Ewangelickiej Uniwersytetu Warszawskiego, studiował także w Wiedniu, Bazylei i Strasburgu.
Po rozłamie wśród ewangelików mieszkających w Czeskim Cieszynie na orientacje: polską i niemiecką, został (w 1926 r.) pierwszym pastorem zboru polskiego. Angażował się gorąco w życie polskiej społeczności za Olzą. Dzięki głównie jego staraniom wybudowano w 1932 r. nowy kościół ewangelicki w Czeskim Cieszynie na Niwach. Od 1922 r. przez cały okres międzywojenny był prezesem Stronnictwa Ludowego w Republice Czechosłowackiej – partii politycznej polskojęzycznych Ślązaków z Zaolzia. Jesienią 1938 r. prezydent Ignacy Mościcki powołał go w skład Sejmu Śląskiego jako jednego z czterech reprezentantów ludności przyłączonego do RP Zaolzia.
W latach międzywojennych działał w Związku Młodzieży Ewangelickiej i Związku Harcerstwa Polskiego w Czechosłowacji. Był także zamiłowanym turystą i narciarzem, w latach 1923–1931 członkiem Zarządu (w tym 4 lata w funkcji wiceprezesa) Sekcji Narciarskiej „Watra” cieszyńskiego Oddziału Polskiego Towarzystwa Tatrzańskiego „Beskid Śląski”, a od 1932 r. kierownikiem sekcji narciarskiej Polskiego Towarzystwa Turystyczno-Sportowego „Beskid Śląski” z siedzibą w Orłowej na Zaolziu.
W czasie II wojny światowej więziony w Oświęcimiu i Dachau. W 1945 r. ponownie stanął na czele polskiego zboru luterańskiego w Czeskim Cieszynie, pełniąc równocześnie funkcję seniora Kościoła Ewangelicko-Augsburskiego na Śląsku Cieszyńskim. W 1949 r. na podstawie pracy o Fryczu Modrzewskim („Księga o kościele Andrzeja Frycza Modrzewskiego”, wyd. 1930 r.) uzyskał tytuł doktora na Akademii Teologicznej w Chylicach pod Warszawą. W 1950 r. został wybrany superintendentem Śląskiego Kościoła Ewangelickiego Wyznania Augsburskiego. W 1952 r. został profesorem teologii systematycznej Akademii Teologicznej w Modrej koło Bratysławy i przeniósł się na stałe do Bratysławy. De facto został do tego zmuszony przez ówczesne władze ze względu na swoją działalność na rzecz polskości Zaolzia.
Ksiądz Berger był erudytą, świetnie władającym piórem. Obok prac z zakresu teologii publikował wiele w prasie lokalnej oraz w wydawnictwach turystycznych, m.in. w „Rocznikach” cieszyńskiego Oddziału PTT „Beskid Śląski”. W wolnych chwilach zajmował się malarstwem, utrwalając głównie na akwarelach przede wszystkim krajobrazy śląskich Beskidów i Pogórza. Znany jest także jego przejmujący cykl obrazów „Oskarżenie faszyzmu”, przypominający gehennę lat okupacji hitlerowskiej i jego własne doświadczenia obozowe. Miał szereg wystaw w Czechosłowacji i Polsce.
Został pochowany w Ropicy.

## Odznaczenia
- Krzyż Komandorski Orderu Odrodzenia Polski (1938)[1]